# Akaki Bukija
Akaki Konstantinowicz Bukija (ros. Акакий Константинович Букия, gruz. აკაკი კონსტანტინეს ძე ბუკია, ur. 10 października?/23 października 1916 we wsi Abastumani w Gruzji, zm. 25 grudnia 1974 w Zugdidi) – radziecki wojskowy, podpułkownik, Bohater Związku Radzieckiego (1945).

## Życiorys
Urodził się w gruzińskiej rodzinie chłopskiej. Do 1932 uczył się w technikum topograficznym w Tbilisi, od 19 września 1932 służył w Armii Czerwonej, w 1936 ukończył Zakaukaską Szkołę Piechoty. Do czerwca 1938 służył w Zakaukaskim Okręgu Wojskowym, był dowódcą plutonu czołgów i pomocnikiem szefa sztabu dywizjonu artylerii 47 pułku artylerii 47 Dywizji Artylerii, w 1938 został skierowany na Front Dalekowschodni jako szef zwiadu 66 pułku artylerii i instruktor techniki 161 pułku artylerii 66 Dywizji Artylerii. Od 1938 należał do WKP(b), w 1940 został dowódcą plutonu 263 pułku artylerii haubic, od sierpnia 1941 uczestniczył w wojnie z Niemcami. Dowodził dywizjonem moździerzy, był zastępcą dowódcy i dowódcą pułku artylerii samochodowej, walczył na Froncie Północno-Zachodnim, Południowym, Centralnym, Białoruskim, 1, 2 i 3 Ukraińskim. Był dwukrotnie ranny. Brał udział w walkach na zachód od miasta Wałdaj, w wyzwalaniu Starej Russy, w walkach w rejonie miasta Rubiżne, bitwie kurskiej, forsowaniu Dniepru, operacji mozyrskiej, operacji korsuń-szewczenkowskiej, humańsko-botoszańskiej, jasko-kiszyniowskiej, w tym w forsowaniu Dniestru, Prutu i wyzwalaniu Jass, Vaslui, Rymnika i Ploeszti, w operacji debreczyńskiej oraz walkach o Budapeszt, Wiedeń i Pragę. Szczególnie wyróżnił się w walkach o Vaslui 22 sierpnia 1944, gdzie osobiście trafił ogniem dwa czołgi i działo szturmowe wroga. W sierpniu 1945 jako dowódca 111 gwardyjskiego ciężkiego pułku artylerii samochodowej 9 Gwardyjskiej Dywizji Zmechanizowanej 6 Gwardyjskiej Armii Pancernej Frontu Zabajkalskiego brał udział w wojnie z Japonią. Po wojnie służył w Zabajkalskim Okręgu Wojskowym jako zastępca dowódcy 20 pułku czołgów 5 Gwardyjskiej Dywizji Pancernej, w 1951 ukończył Leningradzką Wyższą Oficerską Szkołę Wojsk Pancernych, w 1953 zakończył służbę w stopniu podpułkownika.

## Odznaczenia
- Złota Gwiazda Bohatera Związku Radzieckiego (24 marca 1945)
- Order Lenina (24 marca 1945)
- Order Czerwonego Sztandaru (21 września 1945)
- Order Wojny Ojczyźnianej I klasy (1 kwietnia 1944)
- Order Czerwonej Gwiazdy (trzykrotnie, 16 listopada 1943, 17 grudnia 1943 i 24 czerwca 1948)
- Medal za Odwagę (6 listopada 1942)
- Medal „Za zasługi bojowe” (3 listopada 1944)
- Medal „Za zwycięstwo nad Niemcami w Wielkiej Wojnie Ojczyźnianej 1941–1945”
- Medal „Za zwycięstwo nad Japonią”
- Medal „Za zdobycie Budapesztu”
- Medal „Za zdobycie Wiednia”
- Medal „Za wyzwolenie Pragi”

I medal mongolski.